# Talowanie
Talowanie – reakcja chemiczna, jedna z odmian aromatycznej substytucji elektrofilowej. Ulegają jej związki aromatyczne pod wpływem trifluorooctanu talowego, (CF3COO)3Tl, w kwasie trifluorooctowym CF3COOH. W wyniku talowania powstają bis(trifluorooctany) arylotalowe o wzorze ogólnym ArTl(OOCCF3)2.

## Przebieg reakcji
Talowanie jest typową reakcji substytucji elektrofilowej. Atom talu pełni w niej funkcję kwasu Lewisa:
ArH + (CF
3COO)
3Tl → ArTl(OOCCF
3)
2 + CF
3COOH

## Regiospecyficzność
Orientacja reakcji talowania zależy od rodzajów podstawników przyłączonych do pierścienia aromatycznego:
- W przypadku grup -R, -OR, -X (gdzie R to grupa alkilowa, X to atom halogenu) podstawienie następuje niemal wyłącznie w położeniu para. Najbardziej prawdopodobnym wyjaśnieniem tego faktu są efekty steryczne wynikające ze znacznej wielkości cząsteczki trifluorooctanu talowego.
- Talowanie zachodzi prawie wyłącznie w położeniu orto względem niektórych grup zawierających tlen lub siarkę, m.in. −COOH, −COOR, −CH2COR. Dzieje się tak z powodu wytwarzania wiązania koordynacyjnego między atomem tlenu/siarki a atomem talu, które kieruje nowy podstawnik w pozycję orto. Należy zwrócić przy tym uwagę, że talowanie zachodzi w położeniu orto nawet jeśli podstawnik normalnie kieruje w położenie meta.

- W podwyższonej temperaturze (ponad 70 °C) w większości powstaje zwykle izomer meta. W takich warunkach reakcja kontrolowana termodynamicznie – izomery produktu pozostają w stanie równowagi, który w podwyższonej temperaturze ustala się szybko i powstaje głównie najtrwalsza forma, czyli izomer meta (w niskiej temperaturze równowaga ustala się bardzo wolno i reakcja jest kontrolowana kinetycznie, tj. o produkcie decyduje szybkość reakcji, która jest największa dla izomeru para).

## Znaczenie w syntezie organicznej
Powstające podczas talowania związki taloorganiczne można przekształcać w inne pochodne, trudne do otrzymania bezpośrednio. Reakcja talowania jest dzięki temu wykorzystywana jako pierwszy etap syntezy wielu związków organicznych, służąc do wprowadzania niektórych grup funkcyjnych do pierścienia aromatycznego. Jej główną zaletą w porównaniu do innych reakcji substytucji elektrofilowej jest szybkość, duża wydajność i wysoka regiospecyficzność, dzięki której powstaje niewiele produktów ubocznych. Jedną z wad talowania jest wysoka toksyczność związków talu.
Przykładowe dalsze etapy przekształcania bis(trifluorooctanów) arylotalowych:
- W wyniku utleniania za pomocą tetraoctanu ołowiu (CH3COO)4Pb w obecności trifenylofosfiny Ph3P otrzymuje się ester, trifluorooctan arylu, który po hydrolizie daje fenol[3].
- Działając jodkiem potasu na związek arylotalowy, przekształca się go w jodek aromatyczny[4].